# 102224 Raffaellolena
102224 Raffaellolena è un asteroide della fascia principale. Scoperto nel 1999, presenta un'orbita caratterizzata da un semiasse maggiore pari a 2,3805782 au e da un'eccentricità di 0,1934765, inclinata di 2,85765° rispetto all'eclittica.
L'asteroide è dedicato all'astrofilo italiano Raffaello Lena.